# Lepthyphantes latrobei
Lepthyphantes latrobei este o specie de păianjeni din genul Lepthyphantes, familia Linyphiidae, descrisă de Millidge, 1995. Conform Catalogue of Life specia Lepthyphantes latrobei nu are subspecii cunoscute.